# عمارت دادگستری شهرستان گونزالس

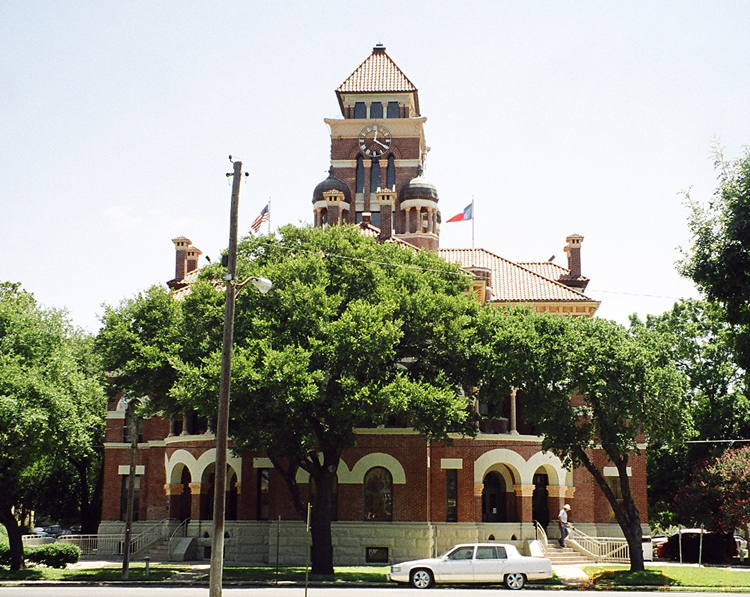

عمارت دادگستری شهرستان گونزالس (به انگلیسی: Gonzales County Courthouse) عمارتی تاریخی در شهر گونزالس از شهرستان گونزالس، تگزاس است.
این بنا در اواخر قرن نوزدهم ساخته گردید و معمار آن جیمز رایلی گوردن بود.